# 少年老いやすく学なりがたし
少年老い易く学成り難し（しょうねんおいやすくがくなりがたし）とは、若いうちはまだ先があると思って勉強に必死になれないが、すぐに年月が過ぎて年をとり、何も学べないで終わってしまう、だから若いうちから勉学に励まなければならない、という意味のことわざである。同じ出典による「一寸の光陰軽んずべからず」もことわざとして用いられる。
類似したことわざには「光陰矢の如し」、「少年に学ばざれば老後に知らず」などがある。